# Delfshavense Schie
De Delfshavense Schie is een kanaal tussen de Delftse Schie bij Overschie en Delfshaven in de gemeente Rotterdam.

## Geschiedenis
In 1389 kreeg de stad Delft van graaf Albrecht van Beieren toestemming om een
eigen verbinding tussen de Schie en de Merwede (de tegenwoordige Nieuwe Maas) te graven. Op het punt waar dit kanaal Schielands Hoge Zeedijk kruiste stichtte Delft een eigen haven: Delfshaven.
De achtergrond van de wens van Delft om een eigen verbinding te hebben was dat Delft voor zijn handel niet afhankelijk wilde zijn van de jonge nederzettingen Rotterdam (via de Rotterdamse Schie) en Schiedam (via de Schiedamse Schie).
In 1933 kwam een nieuwe verbinding tussen de Delfshavense Schie en de Nieuwe Maas tot stand via de Coolhaven en de Parksluizen. De oude verbinding door Delfshaven is met het sluiten van de Ruigeplaatsluis in Delfshaven verbroken.

## Huidige situatie
De Delfshavense Schie is nu de belangrijkste scheepvaartverbinding tussen de Delftse Schie en de Nieuwe Maas. De Rotterdamse Schie is grotendeels gedempt; de Schiedamse Schie wordt nauwelijks bevaren. De Delfshavense Schie speelt ook een belangrijke rol bij de afwatering van de hoogheemraadschappen Schieland en Delfland. Bij de Parksluizen staat een gemaal van het hoogheemraadschap Delfland.
In de Spaanse Polder zijn in de jaren veertig een aantal insteekhavens aangelegd. Deze worden echter niet intensief gebruikt omdat de bedrijven in de Spaanse Polder voornamelijk met vrachtauto's beleverd worden.

## Panorama

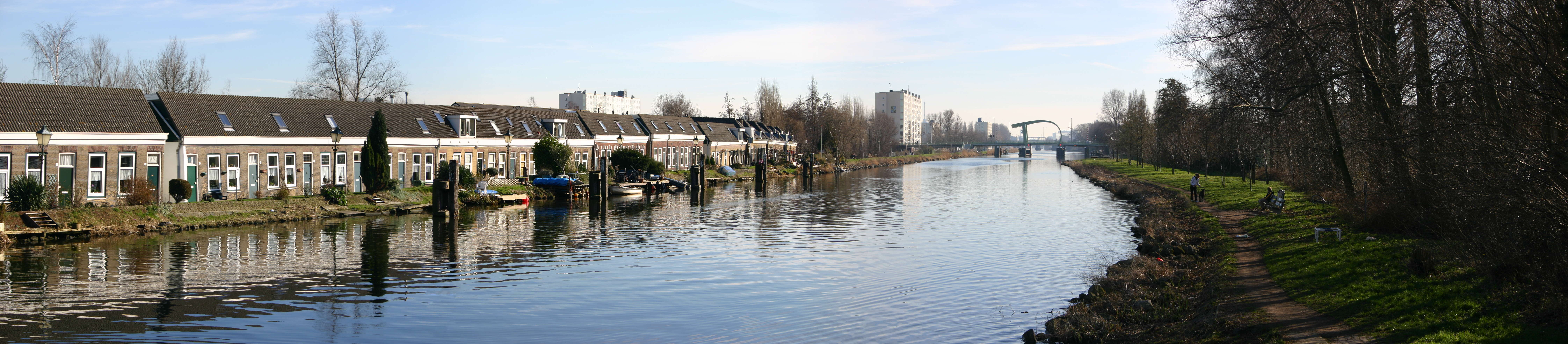
De Delfshavense Schie in Overschie

## Bruggen over de Delfshavense Schie
| Naam:                        | Soort:                     | Traject:                               | Afbeelding: |
| ---------------------------- | -------------------------- | -------------------------------------- | ----------- |
| Hoge Brug                    | verkeersbrug (ophaalbrug)  | Overschie (Overschieseweg)             |             |
| Spaanse Brug                 | verkeersbrug (ophaalbrug)  | Overschie (2e Hogenbanweg)             |             |
| Giessenbrug                  | verkeersbrug (basculebrug) | Hoek van Holland - Gouda (Giessenbaan) |             |
| Spoorbrug Delfshavense Schie | spoorbrug (ophaalbrug)     | Rotterdam - Schiedam (Oude Lijn)       |             |
| Beukelsbrug                  | verkeersbrug (basculebrug) | Rotterdam (Beukelsweg)                 |             |
| Mathenesserbrug              | verkeersbrug (ophaalbrug)  | Rotterdam (Martenesserweg)             |             |
| Lage Erfbrug                 | verkeersbrug (ophaalbrug)  | Rotterdam (Nieuwe Binnenweg)           |             |